# Francesco Domenico Chiarello
Francesco Domenico Chiarello (5 de noviembre de 1898 — 27 de junio de 2008), Caballero de Vittorio Veneto, fue, junto a Fernand Goux de Francia y el británico Claude Choules, uno de los tres últimos soldados que intervinieron en las dos Guerras Mundiales. Chiarello también fue uno de los dos últimos supervivientes italianos del Frente Alpino de Primera Guerra Mundial, junto a Delfino Borroni.
Llamado a filas en 1918, se alistó en Castrovillari. Pasó tres meses entrenando y luego sirvió como soldado de infantería en Cosenza. Enviado primero al frente en Trentino, luego fue enviado desde el puerto de Tarento a Albania. Allí contrajo malaria, pero se recuperó en un hospital de campaña. Posteriormente fue enviado a Montenegro donde sirvió durante dos años más en el ejército italiano.
Más tarde se casó y dirigió su granja en Umbriatico, pero en 1940 fue llamado nuevamente para luchar en la Segunda Guerra Mundial en Reggio Calabria, para ser dado de baja después de seis meses. Vivió en Cirò Marina hasta su muerte en junio de 2008.